# Will Wright (attore)
William Wright, detto Will (San Francisco, 26 marzo 1894 – Hollywood, 19 giugno 1962), è stato un attore statunitense.
Ha recitato in oltre 140 film dal 1934 al 1962 ed è apparso in oltre 70 produzioni televisive dal 1951 al 1962. È stato accreditato anche con i nomi Will J. Wright e William H. Wright.

## Biografia
Will Wright nacque a San Francisco, in California, il 26 marzo 1894. Prima di diventare attore professionista, lavorò come giornalista e alla radio. Per la televisione interpretò, tra gli altri, il ruolo di Skinner in 4 episodi della serie televisiva Willy (1954-1955), di Mr. Merrivale in 4 episodi della serie Dennis the Menace (1959-1961), di Ben Weaver in 3 episodi della serie The Andy Griffith Show (1960-1962) e numerosi altri ruoli secondari e apparizioni da guest star in molti episodi di serie televisive dagli anni 50 ai primi anni 60. Per il cinema interpretò numerosi ruoli da caratterista, in particolare in produzioni di genere western, nelle quali apparve come personaggio anziano spesso intrattabile o brontolone. Nel 1942 doppiò il gufo nel film di animazione Bambi. Fu inoltre gestore a Los Angeles di una nota gelateria.
La sua ultima apparizione sul piccolo schermo avvenne nell'episodio A Bit of Glory della serie televisiva Outlaws, andato in onda il 1º febbraio 1962, che lo vide nel ruolo di Angie Fitch, mentre per il grande schermo l'ultima interpretazione risale al film Il promontorio della paura (1962), in cui interpretò il dottor Pearsall.
Nel 1920 sposò Nell Ida Wright, con cui rimase fino alla morte. I due ebbero una figlia, Betty J Pearce (1921-1998). Morì di cancro a Hollywood, in California, il 19 giugno 1962 e fu seppellito al Suisun-Fairfield Cemetery di Fairfield.

## Filmografia

### Cinema
- Pure Feud (1934)
- Blondie Plays Cupid (1940)
- You, the People (1940)
- Maisie Was a Lady (1941)
- Fiori nella polvere (Blossoms in the Dust), regia di Mervyn LeRoy (1941)
- Cracked Nuts (1941)
- The Richest Man in Town (1941)
- Se mi vuoi sposami (Honky Tonk), regia di Jack Conway (1941)
- Mob Town (1941)
- Nothing but the Truth (1941)
- The Tell-Tale Heart (1941)
- L'ombra dell'uomo ombra (Shadow of the Thin Man), regia di W. S. Van Dyke (1941)
- USS VD: Ship of Shame (1942)
- Shut My Big Mouth (1942)
- Sabotatori (Saboteur), regia di Alfred Hitchcock (1942)
- The Postman Didn't Ring (1942)
- Destino (Tales of Manhattan), regia di Julien Duvivier (1942)
- Bambi (1942) - voce
- Wildcat (1942)
- A Letter from Bataan (1942)
- Frutto proibito (The Major and the Minor) (1942)
- Tennessee Johnson (1942)
- The Meanest Man in the World, regia di Sidney Lanfield (1943)
- Cowboy in Manhattan (1943)
- Submarine Alert (1943)
- The Good Fellows (1943)
- Sleepy Lagoon (1943)
- Sorelle in armi (So Proudly We Hail!), regia di Mark Sandrich (1943)
- Minesweeper (1943)
- Here Comes Elmer (1943)
- Terra nera (In Old Oklahoma) (1943)
- The Navy Way (1944)
- You Can't Ration Love (1944)
- Take It Big (1944)
- Wilson (1944)
- The Town Went Wild (1944)
- Dangerous Passage (1944)
- Sinceramente tua (Practically Yours) (1944)
- Grissly's Millions (1945)
- High Powered (1945)
- Salomè (Salome Where She Danced), regia di Charles Lamont (1945)
- Rapsodia in blu (Rhapsody in Blue) (1945)
- Demone bianco (Bewitched) (1945)
- Incontro nei cieli (You Came Along) (1945)
- Io ho ucciso! (The Strange Affair of Uncle Harry) (1945)
- Festa d'amore (State Fair) (1945)
- La strada scarlatta (Scarlet Street) (1945)
- Nessuno ti avrà mai (The Madonna's Secret), regia di William Thiele (Wilhelm Thiele) (1946)
- I cercatori d'oro (Road to Utopia) (1946)
- The Hoodlum Saint (1946)
- Johnny Comes Flying Home (1946)
- La dalia azzurra (The Blue Dahlia) (1946)
- They Made Me a Killer (1946)
- California Express (Without Reservations) (1946)
- One Exciting Week (1946)
- Hot Cargo (1946)
- Tutta la città ne sparla (Rendezvous with Annie) (1946)
- The Inner Circle (1946)
- Down Missouri Way (1946)
- Al Jolson (The Jolson Story) (1946)
- Cieli azzurri (Blue Skies) (1946)
- Vecchia California (California), regia di John Farrow (1947)
- Bagliore a mezzogiorno (Blaze of Noon) (1947)
- Big Town (1947)
- La disperata notte (The Long Night) (1947)
- Danger Street, regia di Lew Landers (1947)
- The Trouble with Women (1947)
- Keeper of the Bees, regia di John Sturges (1947)
- Come nacque il nostro amore (Mother Wore Tights) (1947)
- Cinzia (Cynthia) (1947)
- Along the Oregon Trail (1947)
- Corsari della terra (Wild Harvest) (1947)
- California's Golden Beginning (1948)
- Jingle, Jangle, Jingle (1948)
- Il vagabondo della città morta (Relentless) (1948)
- The Inside Story (1948)
- La casa dei nostri sogni (Mr. Blandings Builds His Dream House) (1948)
- I verdi pascoli del Wyoming (Green Grass of Wyoming) (1948)
- Così questa è New York (So This Is New York) (1948)
- Le mura di Gerico (The Walls of Jericho) (1948)
- La donna del bandito (They Live by Night) (1948)
- Black Eagle (1948)
- Disaster (1948)
- Il delitto del giudice (An Act of Murder) (1948)
- Smith il taciturno (Whispering Smith) (1948)
- Atto di violenza (Act of Violence) (1948)
- Piccole donne (Little Women) (1949)
- The Green Promise (1949)
- Jack il bucaniere (Big Jack) (1949)
- The Price of Freedom (1949)
- La sete dell'oro (Lust for Gold) (1949)
- Il grande agguato (Brimstone) (1949)
- Segretaria tutto fare (Miss Grant Takes Richmond) (1949)
- Tutti gli uomini del re (All the King's Men) (1949)
- La costola di Adamo (Adam's Rib) (1949)
- Le valli della solitudine (Mrs. Mike) (1949)
- Bassa marea (House by the River) (1950)
- La figlia dello sceriffo (A Ticket to Tomahawk) (1950)
- L'orda selvaggia (The Savage Horde) (1950)
- Uomo bianco, tu vivrai! (No Way Out) (1950)
- Sunset in the West (1950)
- Ormai ti amo (Walk Softly, Stranger) (1950)
- Il colonnello Hollister (Dallas) (1950)
- La valle della vendetta (Vengeance Valley) (1951)
- Voglio essere tua (My Forbidden Past) (1951)
- Largo passo io (Excuse My Dust) (1951)
- Never Trust a Gambler, regia di Ralph Murphy (1951)
- Il grande bersaglio (The Tall Target) (1951)
- La gente mormora (People Will Talk) (1951)
- La città del piacere (The Las Vegas Story) (1952)
- Avvocato di me stesso (Young Man with Ideas) (1952)
- Paula, regia di Rudolph Maté (1952)
- La rivolta di Haiti (Lydia Bailey) (1952)
- Prigionieri della palude (Lure of the Wilderness) (1952)
- Holiday for Sinners (1952)
- La giostra umana (Full House) (1952)
- Tempo felice (The Happy Time) (1952)
- Niagara, regia di Henry Hathaway (1953)
- L'ultima resistenza (The Last Posse) (1953)
- Il selvaggio (The Wild One) (1953)
- Born in Freedom: The Story of Colonel Drake (1954)
- La magnifica preda (River of No Return) (1954)
- Johnny Guitar (1954)
- La spia dei ribelli (The Raid) (1954)
- Atomic Energy as a Force for Good (1955)
- Nessuno resta solo (Not as a Stranger) (1955)
- Il kentuckiano (The Kentuckian) (1955)
- Gli implacabili (The Tall Men) (1955)
- L'uomo dal braccio d'oro (The Man with the Golden Arm) (1955)
- Corte marziale (The Court-Martial of Billy Mitchell) (1955)
- Quegli anni selvaggi (These Wilder Years) (1956)
- Lo sceriffo di ferro (The Iron Sheriff) (1957)
- Fermata per 12 ore (The Wayward Bus) (1957)
- I rivoltosi di Boston (Johnny Tremain) (1957)
- Un solo grande amore (Jeanne Eagels) (1957)
- The Missouri Traveler (1958)
- Quantrill il ribelle (Quantrill's Raiders) (1958)
- Il sentiero della violenza (Gunman's Walk) (1958)
- Il balio asciutto (Rock-a-Bye Baby) (1958)
- Arriva Jesse James (Alias Jesse James) (1959)
- The 30 Foot Bride of Candy Rock (1959)
- ...e l'uomo creò Satana (Inherit the Wind) (1960)
- La morte cavalca a Rio Bravo (The Deadly Companions) (1961)
- Twenty Plus Two (1961)
- Il promontorio della paura (Cape Fear) (1962)

### Televisione
- The Amos 'n Andy Show – serie TV, un episodio (1951)
- The Living Christ Series (1951)
- Four Star Playhouse – serie TV, 2 episodi (1952-1953)
- Lucy ed io (I Love Lucy) – serie TV, 2 episodi (1952-1955)
- The Ford Television Theatre – serie TV, 2 episodi (1952-1956)
- The George Burns and Gracie Allen Show – serie TV, 3 episodi (1953-1955)
- General Electric Theater – serie TV, 5 episodi (1953-1961)
- My Hero – serie TV, un episodio (1953)
- Wild Bill Hickok (Adventures of Wild Bill Hickok) – serie TV, un episodio (1953)
- Schlitz Playhouse of Stars – serie TV, un episodio (1953)
- Cavalcade of America – serie TV, 2 episodi (1954-1955)
- Willy – serie TV, 4 episodi (1954-1955)
- December Bride – serie TV, 2 episodi (1954-1957)
- Where's Raymond? – serie TV, un episodio (1954)
- The Public Defender – serie TV, un episodio (1954)
- Lux Video Theatre – serie TV, 3 episodi (1955-1956)
- Il cavaliere solitario (The Lone Ranger) – serie TV, 2 episodi (1955-1956)
- Furia (Fury) – serie TV, 2 episodi (1955-1958)
- Make Room for Daddy – serie TV, 2 episodi (1955-1960)
- The Adventures of Ozzie & Harriet – serie TV, 6 episodi (1955-1960)
- The Bob Cummings Show – serie TV, un episodio (1955)
- Stage 7 – serie TV, episodio 1x24 (1955)
- Hey, Jeannie! – serie TV, 2 episodi (1956-1958)
- The Jack Benny Program – serie TV, 2 episodi (1956-1962)
- Dr. Christian – serie TV, un episodio (1956)
- Lassie – serie TV, un episodio (1956)
- Our Miss Brooks – serie TV, un episodio (1956)
- Letter to Loretta – serie TV, un episodio (1956)
- The Millionaire – serie TV, un episodio (1956)
- You Are There – serie TV, un episodio (1956)
- Papà ha ragione (Father Knows Best) – serie TV, un episodio (1956)
- Dragnet – serie TV, un episodio (1956)
- The Adventures of Jim Bowie – serie TV, un episodio (1956)
- The 20th Century-Fox Hour – serie TV, episodio 2x03 (1956)
- Sugarfoot – serie TV, episodi 1x02-1x08-2x01 (1957-1958)
- Tales of Wells Fargo – serie TV, 3 episodi (1957-1959)
- Cheyenne – serie TV, un episodio (1957)
- Corky, il ragazzo del circo (Circus Boy) – serie TV, episodio 2x05 (1957)
- I racconti del West (Zane Grey Theater) – serie TV, un episodio (1957)
- Casey Jones – serie TV, un episodio (1957)
- Trackdown – serie TV, 2 episodi (1958-1959)
- Lawman – serie TV, 2 episodi (1958-1961)
- Maverick – serie TV, 6 episodi (1958-1962)
- The Real McCoys – serie TV, un episodio (1958)
- Official Detective – serie TV, un episodio (1958)
- Il carissimo Billy (Leave It to Beaver) – serie TV, un episodio (1958)
- Le avventure di Rin Tin Tin (The Adventures of Rin Tin Tin) – serie TV, un episodio (1958)
- The Restless Gun – serie TV, episodi 1x24-1x33 (1958)
- Rescue 8 – serie TV, episodio 1x11 (1958)
- Bat Masterson – serie TV, 3 episodi (1959-1961)
- Dennis the Menace – serie TV, 4 episodi (1959-1961)
- Gli uomini della prateria (Rawhide) – serie TV, 2 episodi (1959-1961)
- Perry Mason – serie TV, 3 episodi (1959-1961)
- Bronco – serie TV, un episodio (1959)
- The Rough Riders – serie TV, episodio 1x33 (1959)
- Avventure lungo il fiume (Riverboat) – serie TV, episodio 1x01 (1959)
- The Andy Griffith Show – serie TV, 3 episodi (1960-1962)
- Bonanza – serie TV, 3 episodi (1960-1962)
- Mr. Lucky – serie TV, episodio 1x14 (1960)
- The Deputy – serie TV, un episodio (1960)
- The Blue Angels – serie TV, un episodio (1960)
- Laramie – serie TV, 3 episodi (1961-1962)
- Shotgun Slade – serie TV, un episodio (1961)
- The Donna Reed Show – serie TV, un episodio (1961)
- The Tall Man – serie TV, un episodio (1961)
- Mister Ed, il mulo parlante (Mister Ed) – serie TV, un episodio (1961)
- Indirizzo permanente (77 Sunset Strip) – serie TV, episodio 3x39 (1961)
- The Dick Van Dyke Show – serie TV, un episodio (1961)
- Ichabod and Me – serie TV, un episodio (1961)
- Thriller – serie TV, episodio 2x15 (1962)
- Pete and Gladys – serie TV, episodio 2x18 (1962)
- Outlaws – serie TV, episodio 2x16 (1962)

## Doppiatori italiani
Nelle versioni in italiano dei suoi film, Will Wright è stato doppiato da: 
- Lauro Gazzolo ne La dalia azzurra, Fermata per 12 ore, Quantrill il ribelle, Arriva Jesse James, I rivoltosi di Boston
- Cesare Polacco in Fiori nella polvere, Segretaria tutto fare, La città del piacere
- Mario Corte in Uomo bianco, tu vivrai!, Nessuno resta solo, Un solo grande amore
- Olinto Cristina ne La gente mormora, Niagara, Il sentiero della violenza
- Aldo Silvani in Frutto proibito
- Sandro Ruffini in Sorelle in armi (riedizione)
- Cesare Fantoni in Bassa marea
- Nino Camarda in Tutti gli uomini del re
- Achille Majeroni in Johnny Guitar
- Amilcare Pettinelli ne Il selvaggio
- Mario Besesti ne La spia dei ribelli
- Sandro Iovino ne La morte cavalca a Rio Bravo (ridoppiaggio)

Nelle versioni italiane del film d'animazione Bambi la voce dell'attore è sostituita da quella di Olinto Cristina nel primo doppiaggio e di Lauro Gazzolo nel secondo.